# Ministère de l'Économie et des Finances (Haïti)
Pour les autres articles nationaux ou selon les autres juridictions, voir Ministère de l'Économie et des Finances.
Le Ministère de l'Économie et des Finances (MEF) est un ministère du gouvernement d'Haïti chargé de l'économie et des finances en Haïti.

## Missions
Créé par le décret du 13 mars 1987, le Ministère de l'Économie et des Finances a pour mission de formuler et de conduire la politique économique, financière et monétaire de l'État haïtien pour favoriser la croissance ainsi que le développement socio-économique du pays sur une base durable. 
Il assure la gestion stratégique de l'économie nationale, entre autres, le MEF gère la trésorerie, le budget national ainsi que les biens de l'État.